# Исмена
Исмена (на старогръцки: Ἰσμήνη, Ismēnē) е героиня от древногръцката митология. Дъщеря е на предполагаемия в митологията цар на Тива (Беотия), Едип, и неговата майка – Йокаста. Тя е сестра на Етеокъл, Полиник и Антигона. Появява се в няколко пиеси на Софокъл: „Едип цар“, „Едип в Колон“ и „Антигона“.